# Euadenia brevipetala
Euadenia brevipetala är en kaprisväxtart som beskrevs av Arthur Wallis Exell. Euadenia brevipetala ingår i släktet Euadenia och familjen kaprisväxter. Inga underarter finns listade i Catalogue of Life.